# Jesse Puljujärvi
Jesse Puljujärvi (Älvkarleby, Suecia, 7 de mayo de 1998) es un jugador profesional sueco de hockey sobre hielo que se desempeña en la posición de extremo derecho en Florida Panthers, equipo de la National Hockey League (NHL).

## Carrera
Fue seleccionado en la primera ronda en la NHL Entry Draft de 2016. Hizo su debut en la NHL con el equipo Edmonton Oilers, en el cual jugó seis temporadas (2016-2019, 2020-2022), después pasó a Carolina Hurricanes (2022-2023), luego a Pittsburgh Penguins, donde jugó dos temporadas, en 2025 se unió a Florida Panthers.